# سعيد بن حمزة النيلي
أبو الغنائم سعيد بن حمزة بن أحمد النيلي المشهور أيضا بـابن سارُخ/ساروج (19 أبريل 1124 - 20 ديسمبر 1216) كاتب ديواني وشاعر عربي عراقي في العصر العباسي الثالث من أهل القرن السادس الهجري/ الثالث عشر الميلادي. ولد في بلدة النيل في الكوفة وقدم بغداد في العشرين من عمره وتأنق في الأدب في عقد 1130م وخدم في الأمور السلطانية، وكان كاتباً يتصرّف في الأعمال ويترسّل وامتدح الأمراء والولاة العباسيين. ثم انتقل إلى بلاد الشام لطلب علم الحديث النبوي وسمع من بعض علماء. ثم رجع إلى وطنه وتوفي في بغداد ودفن بمقابر قريش. له رسائل ومكاتبات، مخطوطة وأشعار. 

## سيرته
هو سعيد بن حمزة بن أحمد بن الحسن بن عليّ بن نصر بن محمد بن عبد الرحمن بن القاسم بن عبد الله بن سارُخ، أبو الغنائم الكاتب النيلي.

ولد في 3 ربيع الأول 518 هـ أو في 531 هـ في النيل وهي كانت بليدة في سواد الكوفة قرب حلة بني مزيد (وهي اليوم تقع بين الحلة وبغداد وعلى مقربة من قضاء المحاويل.) قدم بغداد في صباه بعد عشرين سنة من عمره. 

وصفه ابن الشعار بأنه كان صاحب شعر رقيق، وترّسل حسن، فاضلاً متميزاً، خدم ببغداد في الأمور السلطانية، وامتدح بشعر الأمراء والولاة وكان قد طاف بلاد الشام، سمع الحديث من أبي المظفر هبة الله بن أحمد الدقاق وابي عبد الله محمد بن عبد الله الحراني. روى عنه من شعره الشيخ أبو عبد الله ابن النجار وابن الدبيثي وابن القطيعي وغيرهم وكتبوا عنه. 

توفي يوم الجمعة عاشر شهر رمضان سنة ثلاث عشرة وستمائة، ودفن بمقابر قريش (العتبة الكاظمية حالياً) بمشهد باب التبن.

## شعره
وله أيضا: